# Correctitud
En teoría de la computación, la corrección de un algoritmo, también llamada correctitud (como adaptación de la palabra inglesa correctness), corresponde a una propiedad que distingue a un algoritmo de un procedimiento efectivo.
Un algoritmo es correcto si:
1. Resuelve el problema computacional para el cual fue diseñado.
2. Para cada entrada, produce la salida deseada.
3. Termina en un tiempo de ejecución finito.

Si cualquiera de estos tres puntos no se cumple, entonces estamos hablando de un algoritmo incorrecto, que para efectos prácticos, carece de utilidad, al no ser más que un procedimiento efectivo, es decir, una secuencia ordenada y determinista de pasos.
- Datos: Q360812